# Neopibanga
Neopibanga is een kevergeslacht uit de familie van de boktorren (Cerambycidae). De wetenschappelijke naam van het geslacht werd voor het eerst geldig gepubliceerd in 1998 door Martins & Galileo.

## Soorten
Neopibanga is monotypisch en omvat slechts de volgende soort:
- Neopibanga brescoviti Martins & Galileo, 1998